# Рисняк
Национален парк Рисняк (на хърватски: Risnjak) е известен национален парк в Хърватия. Намира се в северната част на страната в планинската област Горски котар. Заема площ е 6350 ha както и 15 km от бреговата ивица на Адриатическо море. От масивът Снежник извира една от най-дългите хърватски реки Купа, десен приток на Сава.

## Етимология на името
Името на района, с което е наречен и националния парк вероятно идва от думата рис. Друго твърдение е че то произлиза от името на местна трева наречена „risje“.

## История
Проучването на природата в района започва още през 19-век. Ботаникът Йосип Шлосер написва серия от публикации посветени на флората в Рисняк. През 1949 г. хърватския ботаник Иво Хорват предлага да се обособи национален парк с цел защита на природата в района. Предложението му е реализирано през 1953 г. Организираната територия е включвала площ от 3014 ha. През 1997 г. хърватският парламент приема решение националния парк да се разшири. В резултат на това в него влиза планинския масив Снежник и няколко обитаеми села.

## Географско положение
Рисняк е разположен на територията на Приморско-горанска жупания между градчетата Делнице и Чабар. Входът за туристи и администрацията на парка се намират в населеното място Чрни Луг. Най-високата точка е връх Велики Рисняк (1528 m), а най-ниската точка е коритото на река Купа (313 m). Масивът се намира в северната част на Динарските планини и е вододел между Адриатическо и Черно море.
Подобно на останалата част от Динарските планини и районът на Рисняк е доминиран от варовикови и доломитни скали и показва основните характеристики на карстов район като наличието на голи скали, скални пропадания, отвесни дупки, пещери. Поради порестия характер на варовика има малко открити потоци.

## Растителност
Районът на Рисняк винаги е бил интересен от гледна точка на богатството на растителни видове. Тук са описани 1148 вида и подвида. Това се дължи на различните геоложки и микроклиматични условия. Тук се съчетават крайбрежни, континентални и алпийски зони.
По-голямата част на парка е покрита със смесени гори от бук и ели. Срещат се и единични дървета от видовете клен, бряст, ясен и обикновен тис. На надморска височина около 1200 - 1400 m смесената гора постепенно преминава в субалпийска букова гора. Над 1400 m растителността преминава в храстовидна.
Скалистите върхове се характеризират с интересна флора. Срещат се редица редки и застрашени видове като еделвайс, различни видове орхидеи, планински равнец, планинско омайниче и алпийска роза.

## Животински свят
От научна гледна точка представляват интерес безгръбначните животни обитаващи пещерите в парка. Описани са общо 42 вида, от които 23 са паякообразни. Голяма част от тях са ендемитни за района, описани са още на едно две места в Хърватия и съседна Словения. На територията на парка са описани 89 вида пеперуди, 11 от които застрашени.

### Птици
В Рисняк са регистрирани 114 вида птици, 78 от които гнездят тук като една трета от тях (26 вида) са вписани в Червената книга на Хърватия. От тях глухарът е със статут на застрашен, соколът скитник и малката кукумявка са уязвими, а осем вида птици са със статут на почти застрашени видове.
На европейско ниво четири от гнездящите видове птици са със статут на уязвими, един вид е със статут на рядък вид, а десет вида имат статут на видове, чиято численост в Европа намалява.

### Бозайници
Територията на националния парк е обитавана от няколко вида копитни тревопасни бозайници. Броят на дивите кози в района е намалял и се предвижда повторно въвеждане на екземпляри. Срещат се благороден елен и сърна, но броят им е малък в сравнение с възможностите за изхранване в парка. Популацията на дивата свиня е относително стабилна.
Рисняк е едно от малкото места в Европа, което се обитава едновременно от трите най-големи хищници на континента. Най-интересен от тях е евроазиатския рис. В началото на 20-век той изчезва от тук. Благодарение на успешна реинтродукция на територията на Словения в средата на същия век паркът е населен повторно от потайните котки. Вълците в Хърватия не надхвърлят 200 екземпляра. В Рисняк са известни две постоянни глутници от този вид. Кафявата мечка е най-едрият хищник от трите вида. Териториите на мечките обхващат голям ареал и на всеки от представителите от парка ареалът обхваща и част намираща се извън него.
От бозайниците се срещат още златка, белка, язовец, черен пор, катерици и сънливци.

## Забележителности
- Връх Велики Рисняк — най-високият връх в парка. По южния му склон има хижа построена от Йосип Шлосер и наречена в негова чест.
- Връх Снежник — вторият по височина връх в парка.
- Маршрут Леска – това е кръгов маршрут преминаващ през парка с дължина около 4 километра. Започва от Чрна Луга и преминава през различни растителни зони.
- Изворът на Купа – реката започва началото си от живописното езеро наречено Купешко езеро. То е с дължина около 200 m, широчина 30 m и дълбочина 80 метра.